# Курбанов, Фазиль Самед оглы
Фазиль Самед оглы Курбанов (18 февраля 1944, Баку, Азербайджанская ССР – 23 декабря 2020, Москва) — российский и азербайджанский учёный, педагог, общественный деятель, доктор медицинских наук, профессор, профессор кафедры госпитальной хирургии с курсом детской хирургии медицинского института ФГАОУ ВО «Российский университет дружбы народов» (г. Москва). Заслуженный деятель науки Азербайджана (2016).

## Биография
Ф. С. Курбанов в 1973 году окончил лечебно-профилактический факультет Азербайджанского государственного медицинского института им. Н. Нариманова. После окончания института проходил интернатуру в Республиканской клинической урологической больнице. С 1975 года научный сотрудник хирургической группы академика АМН СССР М. А. Топчибашева Института физиологии им. А. И. Караева АН Азербайджанской ССР.
В 1980 году поступил в целевую аспирантуру по хирургии при Всесоюзном научном центре хирургии АМН СССР (ныне Российский научный центр хирургии имени академика Б. В. Петровского РАМН, Москва), где в 1983 году успешно защитил кандидатскую диссертацию «Пневматическая кардиодилатация при рецидиве кардиоспазма после хирургического лечения» под руководством академика АМН СССР Б. В. Петровского.
С 1984 года Ф. С. Курбанов работал старшим научным сотрудником хирургической группы Института физиологии АН Азербайджанской ССР, в том же году был направлен в докторантуру по хирургии при ВНЦХ АМН СССР. В 1987 году Ф. С. Курбанов защитил докторскую диссертацию «Одномоментная эзофагопластика при раке и доброкачественных стриктурах пищевода» (научный консультант — член-корреспондент РАМН профессор А. Ф. Черноусов).
В 1989 году Ф. С. Курбанов приглашён на работу в НИИ гастроэнтерологии Азербайджанской Республики в качестве заведующего отделением хирургии пищевода, желудка и двенадцатиперстной кишки, одновременно он становится профессором кафедры факультетской хирургии Азербайджанского медицинского университета. Здесь Ф. С. Курбанов успешно внедрил ряд новых методик оперативного и консервативного лечения заболеваний органов пищеварительного тракта, которыми в совершенстве овладел за годы учебы в ВНЦХ АМН СССР, активно занимается научной и педагогической работой, подготовкой научных кадров.
В 1999 году профессор Ф. С. Курбанов был приглашён в Москву на должность заведующего хирургическим отделением Центральной клинической больницы № 2 им. Н. А. Семашко МПС РФ (ныне ОАО РЖД) и одновременно был избран профессором кафедры госпитальной хирургии Российского университета дружбы народов.
С 2006 по 2013 гг. Ф. С. Курбанов работал на клинической базе кафедры госпитальной хирургии — городской клинической больнице № 17 УЗ ЮЗАО Москвы. Свою научную и практическую деятельность проводит на базах кафедры: Центральная клиническая больница Российской Академии наук, Центральная клиническая больница № 2 им. Н. А. Семашко ОАО РЖД.
В 2014 году Ф.С. Курбанов  избран членом-корреспондентом Национальной академии наук Азербайджана (НАНА).
В 2016 году Ф.С. Курбанову  присвоено звание Заслуженный деятель науки Азербайджана.
В 2017 году Ф.С. Курбанов избран действительным членом Национальной академии наук Азербайджана (НАНА).
В сфере интересов Ф. С. Курбанова хирургия язвенной болезни и реконструктивные операции при болезнях оперированного желудка, кардиоспазм и заболевания оперированного пищевода, доброкачественные рубцовые стриктуры и рак пищевода, малоинвазивная хирургия органов брюшной полости и забрюшинного пространства.
Ф. С. Курбановым опубликовано более 280 научных работ, в том числе 6 монографий и 2 учебника по хирургии для медицинских вузов, признанных научным сообществом (индекс цитирования 821, индекс Хирша h=11, https://elibrary.ru/defaultx.asp). Он является автором 13 изобретений и 7 рационализаторских предложений. Под руководством Ф. С. Курбанова защищено 9 докторских и 17 кандидатских диссертаций.
Ф. С. Курбанов внес крупный вклад в разработку реконструктивных операций на пищеводе при доброкачественных и злокачественных его заболеваниях, внедрил в клиническую практику ряд оригинальных хирургических инструментов для выполнения вмешательств, которые в настоящее время используются во многих хирургических клиниках. Одним из важных результатов разработанных операций явилось значительное снижение послеоперационной летальности. Он первый в Советском Союзе применил компьютерную томографию пищевода для оценки степени инвазии опухоли в средостении и соседние органы.
Ф. С. Курбанов обосновал и внедрил в клиническую практику новую методику хирургического лечения ахалазии кардии и кардиоспазма. Это сопровождалось улучшением непосредственных и отдаленных результатов лечения и уменьшения частоты рецидивов заболевания.
Ф. С. Курбанов сформулировал и обосновал принцип консервативного лечения кардиоспазма при рецидиве заболевания после его хирургического лечения, что привело к улучшению ближайших и отдаленных результатов лечения этого заболевания.
Ф. С. Курбанов успешно разрабатывал новые методы применения малоинвазивных вмешательств в лечение хирургических заболеваний с уменьшением продолжительности лечения больных в стационарных условиях до одних суток. Внедрение таких схем лечения позволяет значительно уменьшить частоту развития внутригоспитальных инфекций и сопровождается более быстрыми темпами реабилитации пациентов за счет раннего возвращения оперированных в привычные домашние условия.
Ученый являлся членом Диссертационного совета РУДН, Ассоциации хирургов им. Н. И. Пирогова, Российской ассоциации эндоскопических хирургов, Ассоциации торакальных хирургов, Международного колледжа хирургов, членом редакционного совета Московского хирургического журнала, входящего в перечень издаваемых журналов ВАК, а также членом редакционного совета журнала «Surgery» Азербайджанской Республики.
Ф. С. Курбанова отличали огромная работоспособность, целеустремленность, разносторонность интересов, широкая эрудиция. Его профессионализм, доброжелательность и внимание к людям вызывали глубокое уважение и благодарность.
Многие из его учеников являются ведущими специалистами в области хирургии за рубежом и в странах СНГ.
Огромное внимание уделял профессор Ф. С. Курбанов общественной работе. Главное место здесь занимало укрепление российско-азербайджанских отношений. Именно плодотворная деятельность во главе многомиллионной азербайджанской диаспоры, которая объединена в более 70 региональных диаспорских организаций России, позволила Ф. С. Курбанову создать эффективную многовекторную систему расширения и углубления российско-азербайджанских отношений в области экономике, культуре и межгосударственных связей в рамках народной дипломатии. Большое внимание уделялось разработке технологией вхождения азербайджанской диаспоры в культурно-правовое поле Российской Федерации.

## Семья
Отец Курбанов Самед Кули оглы (1911 – 1965), экономист.
Мать Курбанова Рубаба Абдул Гусейн кызы (1918 – 2007), домохозяйка.
Супруга Алиханова Наргиз Энверовна 1950 г.р., врач-офтальмолог, пенсионерка.
Дочь Курбанова Нигяр Фазиль кызы 1972 г.р., врач-офтальмолог, д.м.н., профессор.
Дочь Курбанова Джамиля Фазиль кызы 1972 г.р., врач акушер-гинеколог, д.м.н., профессор.
Дочь Курбанова Энара Фазильевна 1981 г.р., юрист.

## Награды и звания
- Орден «Слава» (6 марта 2019 года, Азербайджан) — за заслуги в развитии научных связей между Азербайджанской Республикой и Российской Федерацией и плодотворную диаспорскую деятельность[1].
- Заслуженный деятель науки Азербайджана (28 декабря 2016 года) — по случаю Дня солидарности азербайджанцев мира и за достижения в области науки и образования[2].
- Юбилейная медаль «70-летие Национальной Академии Наук Азербайджана»[3].
- Медаль за медицинскую деятельность " Гызыл Уряк " 2011 г. (золотое сердце, за оказание медицинской помощи и спасение жизни людей) г. Баку.
- Международная серебряная медаль им. акад. А. Х. Мирзаджанзаде Российской Академии Естественных Наук за вклад в науку. 2017 г., г. Москва.